# Con qué derecho
«Con qué derecho» es una canción interpretada por la cantante anglo-española Jeanette, el tema musical fue incluido para su tercer álbum de estudio Reluz (1983). Se publicó como segundo y último sencillo del mismo en 1983. La canción fue escrita en portugués por Ed Wilson y coescrita por José de Ribamar "Cury" Heluy y adaptada al español por Luis Gómez-Escolar y producida por Eduardo Lages y Ed Wilson.

## Información general
Tras el éxito de Corazón de poeta (1981) y la venta del mismo en Brasil, RCA permitió que Jeanette grabe su siguiente producción y consolide su fama en ese país.
«Con qué derecho» se lanzó en España y México después de la recepción moderada de su anterior sencillo «Reluz» y contó con promoción radiofónica. La canción es una balada pop compuesta por Ed Wilson y José de Ribamar "Cury" Heluy y su adaptación al español la hizo Luis Gómez-Escolar. En el conteo de Los 40 Principales de España alcanzó la posición treinta y cinco. En 1996 formó parte del listado de canciones del disco recopilatorio Sigo rebelde publicado por Hispavox. En 2015 la discográfica independiente Plastilina Records produjo el disco digital Contemplaciones: Homenaje Iberoamericano a Jeanette el cual le rinde tributo a la música de Jeanette y el grupo peruano Gomas hace la versión de este tema.
Julián Molero, crítico de lafonoteca, comento que en este sencillo están los «temas más flojos» de Reluz aunque destaca la «originalidad [de «No me fio más»] dentro del estilo habitual de la cantante». El periódico español 20 minutos en su versión digital convocó a sus lectores escoger las mejores canciones de Jeanette y «Con qué derecho» quedó en el puesto catorce entre todas las canciones en votación.

## Lista de canciones
| Vinyl, 7", Single |                   |                                                         |          |  |
| N.º               | Título            | Escritor(es)                                            | Duración |  |
| 1.                | «Con qué derecho» | Ed. Wilson · Cury Adap: al español: Luis Gómez-Escolar  | 3:53     |  |
| 2.                | «No me fio más»   | Ed. Wilson · Cury Adapt: al español: Luis Gómez-Escolar | 3:22     |  |

## Posición en listas
| Lista                       | Posición |
| --------------------------- | -------- |
| España (Los 40 Principales) | 35       |